# Borislav Jovanović (pesnik)
Borislav Jovanović (16. oktobar 1941, Danilovgrad, Nezavisna Država Crna Gora) crnogorski pisac, pesnik, esejista, književni kritičar.
Tokom 1990-ih i kasnije Jovanović je, kao uticajni kolumnista dnevnog lista Pobjeda i Crnogorskog književnog lista, afirmisao plejadu mlađih crnogorskih pisaca. O tim, kao i drugim knjigama, napisao je oko 200 bibliografskih jedinica.
Smatra se najznačajnijim tumačem recentnih tokova crnogorske literarne prakse, dok Jovanovićeva zbirka eseja pod naslovom Crnogorski književni urbanitet, sigurno, do ovog trenutka, predstavlja najkompetentniji i izvan Crne Gore najviše citirani književno kritički pogled na crnogorsku novu, prije svega urbanu literaturu.
Bio je aktivni učesnik oštre javne borbe za ustavno priznanje crnogorskog jezika.
Jovanović se bavi i temama iz crnogorske kulturne i političke istorije. Njegovi radovi o toj problematici su objedinjeni u knjigama Libroskopija (2002) i Crnogorski književni urbanitet (2005).
Skraćena verzija uvodnog teksta za knjigu Crnogorski književni urbanitet objavljena je kao predgovor knjizi Sinovi – pogled na suvremenu crnogorsku prozu koja je 2006. godine štampana u izdanju Antibarbarusa iz Zagreba, Plime iz Ulcinja i Udruge Sa(n)jam knjige iz Pule.
Tekst ovog autora Novi crnogorski roman – dekonstrukcija, autopoetika, diskontinuitet objavljen je u knjizi Najnoviji glasovi crnogorske proze:Književno – istorijski i izborni pogled (Osijek-Cetinje, 2007) u koautorstvu dr Milorada Nikčevića i dr Jakova Sabljića, profesora Sveučilišta u Osijeku.
Diplomirao je na Filološkom fakultetu u Beogradu. Član je Crnogorskog društva nezavisnih književnika i Matice crnogorske.
Kao pesnik, Jovanović je dobitnik Ratkovićeve nagrade, najvećeg crnogorskog priznanja iz oblasti poezije za svoju zbirku pesama Kenotaf.
Autor je i nekoliko zbirki pesama za decu.

## Važnija dela
- Starac i zvijezde (1979)
- Staze (1983)
- Amputacije (2001)
- Libroskopija: Prikazi iz savremene crnogorske književnosti i istoriografije (2002)
- Crnogorski književni urbanitet (2005)
- Biblion: Crnogorska poezija devedesetih (2006)
- Kenotaf (2006)
- Spornik (2009)
- Okivanje Thanatosa (2010)

## Spoljašnje veze
- Intervju Borislava Jovanovića dnevnom listu "Pobjeda"